# کرز
کُرز (به انگلیسی: The Corrs) یک گروه موسیقی ایرلندی است. آثار این گروه سلتیک عمدتاً راک و پاپ می‌باشند. این گروه خانوادگی متشکل از سه خواهر و یک برادر می‌باشند. اندرو کر خواننده و کوچکترین عضو گروه است. دیگر اعضای کُرز شامل شارون ویلونیست و خواننده، کارولین درامر گروه و جیم به عنوان مسن‌ترین عضو گروه نوازندگی گیتار و کیبورد را به عهده دارد.
کُرز با اجرای زنده در المپیک ۱۹۹۶ آتلانتا پا به عرصه بین‌الملی موسیقی گذاشت.

## موفقیت‌های تجاری

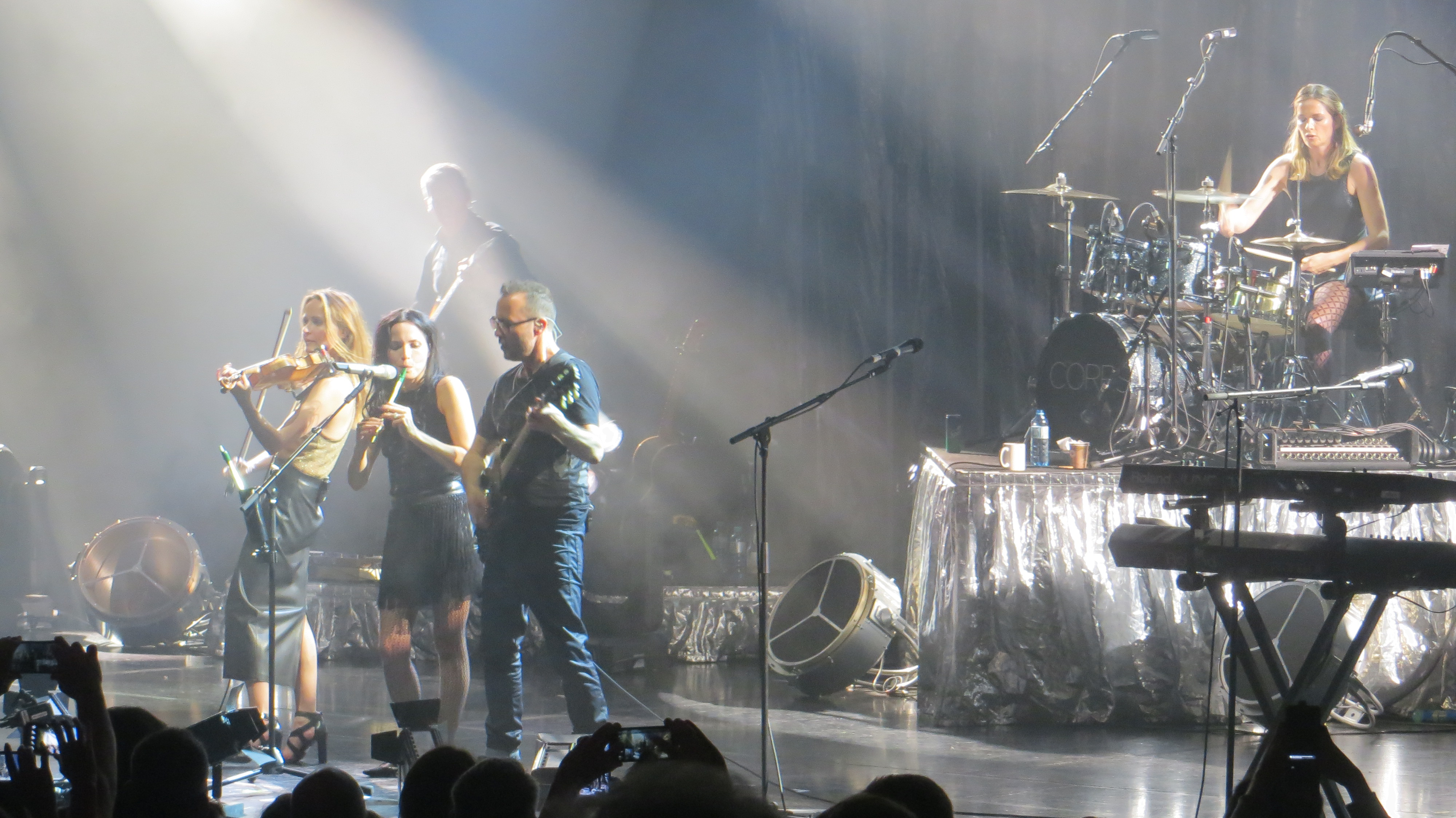
گروه موسیقی ایرلندی

در سال ۱۹۹۴ جین کندی اسمیت سفیر ایالات متحده آمریکا در ایرلند بعد از مشاهده کار کُرز از آنها جهت اجرا در جام جهانی ۱۹۹۴ بوستون دعوت کرد. اولین آلبوم کُرز بخشوده، نه فراموش شده با فروش بالایی مواجه شد. آلبوم رده فروش پلاتین را در بریتانیا و استرالیا کسب کرد. در سال ۱۹۹۸ کُرز در کنسرت خیریه پاوراتی در ایتالیا شرکت کرد. سال بعد DVD و CD اجرای زنده آنها در MTV فروشی ۲٫۵ میلیون نسخه‌ای برای گروه به همراه داشت. انها درنهایت گروه موفقی  بودند.